# Anthoplexaura
Anthoplexaura is een geslacht van neteldieren uit de klasse van de Anthozoa (bloemdieren). De wetenschappelijke naam werd voor het eerst geldigd gepubliceerd door Willy Kükenthal in 1908. Hij richtte het geslacht op voor de nieuwe soort Anthoplexaura dimorpha, door Franz Theodor Doflein meegebracht uit Japan.

## Soort
- Anthoplexaura dimorpha Kükenthal, 1908